# Філдсборо (Нью-Джерсі)
Філдсборо (англ. Fieldsboro) — місто (англ. borough) в США, в окрузі Берлінгтон штату Нью-Джерсі. Населення — 526 осіб (2020).

## Географія
Філдсборо розташоване за координатами 40°8′10″ пн. ш. 74°43′48″ зх. д. / 40.13611° пн. ш. 74.73000° зх. д. (40.136133, -74.729877).  За даними Бюро перепису населення США в 2010 році місто мало площу 0,70 км², уся площа — суходіл. В 2017 році площа становила 0,93 км², з яких 0,72 км² — суходіл та 0,21 км² — водойми.

## Демографія
Згідно з переписом 2010 року, у селищі мешкало 540 осіб у 206 домогосподарствах у складі 141 родини. Було 221 помешкання
Расовий склад населення:
| - 81,1 % — білих - 12,6 % — чорних або афроамериканців - 2,0 % — азіатів |

До двох чи більше рас належало 3,9 %. Частка іспаномовних становила 2,8 % від усіх жителів.
За віковим діапазоном населення розподілялося таким чином: 25,0 % — особи молодші 18 років, 64,4 % — особи у віці 18—64 років, 10,6 % — особи у віці 65 років та старші. Медіана віку мешканця становила 37,1 року. На 100 осіб жіночої статі у селищі припадало 92,9 чоловіків;  на 100 жінок у віці від 18 років та старших — 91,9 чоловіків також старших 18 років.
Середній дохід на одне домашнє господарство  становив 90 757 доларів США (медіана — 74 375), а середній дохід на одну сім'ю — 92 256 доларів (медіана — 82 500). Медіана доходів становила 48 750 доларів для чоловіків та 53 571 долар для жінок. За межею бідності перебувало 6,0 % осіб, у тому числі 3,8 % дітей у віці до 18 років та 9,5 % осіб у віці 65 років та старших.
Цивільне працевлаштоване населення становило 305 осіб. Основні галузі зайнятості: освіта, охорона здоров'я та соціальна допомога — 29,8 %, публічна адміністрація — 16,1 %, фінанси, страхування та нерухомість — 9,5 %, роздрібна торгівля — 8,9 %.